# Sonerila spectabilis
Sonerila spectabilis är en tvåhjärtbladig växtart som beskrevs av Madhavan Parameswarau Nayar. Sonerila spectabilis ingår i släktet Sonerila och familjen Melastomataceae. Inga underarter finns listade i Catalogue of Life.